# 角閃岩
角闪岩又名斜长角闪岩，是主要由角闪石和斜长石组成的区域变质岩，是由富铁白云质泥灰岩和其他基性岩石，在中温至高温区域变质条件下，形成的岩石，具有块状或微显片理构造，经常与片岩或片麻岩共生，伴生的矿物有铁铝榴石、绿帘石、黝帘石、以及黑云母、透辉石等。
角闪岩在工业上可以用作铸石的附加原料，耐磨、耐腐蚀、硬度大。